# San Ciprián (Hermisende)
San Ciprián (en gallego San Cibrao) es una localidad española del municipio de Hermisende, en la provincia de Zamora (comuniodad autónoma de Castilla y León).
Se encuentra situado al noroeste de la provincia de Zamora, próximo a la provincia gallega de Orense y a la frontera con Portugal, a la altura de la región histórica de Trás-os-Montes.Pertenece a la denominada Alta Sanabria, una subcomarca de la comarca histórica y tradicional de Sanabria. Las localidades de  Castrelos, Castromil,  Hermisende y La Tejera, junto con San Ciprián, conforman el término municipal de  Hermisende.
Su ubicación geográfica, entre Zamora, Portugal y Galicia, ha generado aquí un habla cuya procedencia genera dudas a los propios habitantes del municipio y sorpresa a los visitantes que observan su notable singularidad, con claras influencias gallegas y portuguesas. Algunos estudiosos han tratado de encuadrar esta habla con la de otros pueblos de las mismas características geográficas, especialmente de la Alta Sanabria.

## Localización
Desde Hermisende y en dirección a Castromil, en apenas 2 km, tras ascender una cuestase encuentra San Ciprián.

## Historia
Originalmente integrado desde el siglo X en el Reino de León, su dependencia fue disputada después del siglo XII, tras la independencia de Portugal, entre los reinos leonés y portugués. Este hecho hace que en algunas épocas la historiografía no atribuya una adscripción territorial clara a Hermisende. Así, algunos autores atribuyen Hermisende a Portugal hasta la Guerra de Restauración portuguesa (1640-1668), justificando su paso a España en un supuesto rechazo vecinal a la sublevación de la Casa de Braganza contra el rey Felipe IV de España. Este hecho habría motivado que, al acabar la guerra, el nuevo rey portugués, Juan IV, con el visto bueno de los habitantes de la provincia de Trás-os-Montes, hubiese transferido la soberanía de Hermisende, San Ciprián y La Tejera a España, a la que permanecen vinculadas en la actualidad.
No obstante, otra parte de la historiografía recoge su pertenencia al Reino de León antes de la Guerra de Restauración portuguesa, alegando la existencia de documentación coetánea que recoge este hecho, como la existencia de pleitos en la Real Chancillería de Valladolid en que se recoge explícitamente la pertenencia de Hermisende al Adelantamiento del Reino de León.
En todo caso, de lo que no cabe duda es de que tras la Guerra de Restauración portuguesa San Ciprián pertenece a España, habiéndose integrado, al crearse en 1833 las actuales provincias, en la provincia de Zamora, dentro de la Región Leonesa, si bien esta última carecía de cualquier tipo de competencia u órgano común a las provincias que agrupaba, teniendo un mero carácter clasificatorio, sin pretensiones de operatividad administrativa. Tras la constitución de 1978, y la diversa normativa que la desarrolla, San Ciprián pasó a formar parte en 1983 de la comunidad autónoma de Castilla y León, en tanto municipio adscrito a la provincia de Zamora.

## El habla
Uno de los aspectos más llamativos de este municipio es la singularidad de su habla, surgida como consecuencia de factores históricos y socioculturales derivados de su posición fronteriza con Galicia y Portugal, y que actualmente muestra claras evidencias de una notable influencia recibida de la lengua gallega y portuguesa. Esta ubicación geográfica, ha generado un habla cuya procedencia genera dudas a los propios habitantes del municipio y sorpresa a los visitantes que observan su notable singularidad, con claras influencias gallegas y portuguesas, constituyendo así, toda esa zona, una compleja región de cruce de rasgos gallego-portugueses y leoneses. Algunos estudiosos han tratado de encuadrar el habla de esta localidad en uno u otro idioma, especialmente en el gallego, pero cuenta con características lingüísticas propias, generadas a lo largo de los siglos por su condición de territorio de frontera.
La peculiaridad del habla de Hermisende y sus anejos (La Tejera, San Ciprián, Castrelos y Castromil) ha llevado a algunos lingüistas a encasillarlo en alguna de las formas de dialecto posibles, sin que exista en la actualidad una unidad doctrinal.
La formación de este habla se remonta a la Edad Media, y tiene su origen en el carácter fronterizo de su territorio, en constante disputa entre los reinos de León y Portugal, situación que provocó un continuo desplazamiento de la línea de frontera y que, en más de una ocasión, situó a este territorio como tierra de nadie. También hubo múltiples intentos por alcanzar una delimitación oficial y definitiva, como la acaecida durante el reinado de Alfonso IV de Portugal (1325-57), con el nombramiento de comisiones para la delimitación fronteriza hispano-lusa.
Con posterioridad, y básicamente consecuencia de las interrelaciones de las localidades de este municipio con sus poblaciones vecinas, tanto españolas como portuguesas, se fue conformando una situación lingüística particular que ha perdurado hasta nuestros días. En este sentido, Clarinda da Azevedo Maia dice que “las variedades dialectales relacionadas unas con otras sin casi inexistentes puntos de transición, constituían un verdadero continuum dialectal, constituyendo así, toda esa zona, una compleja región de cruce de rasgos gallego-portugueses y leoneses”.

## Patrimonio

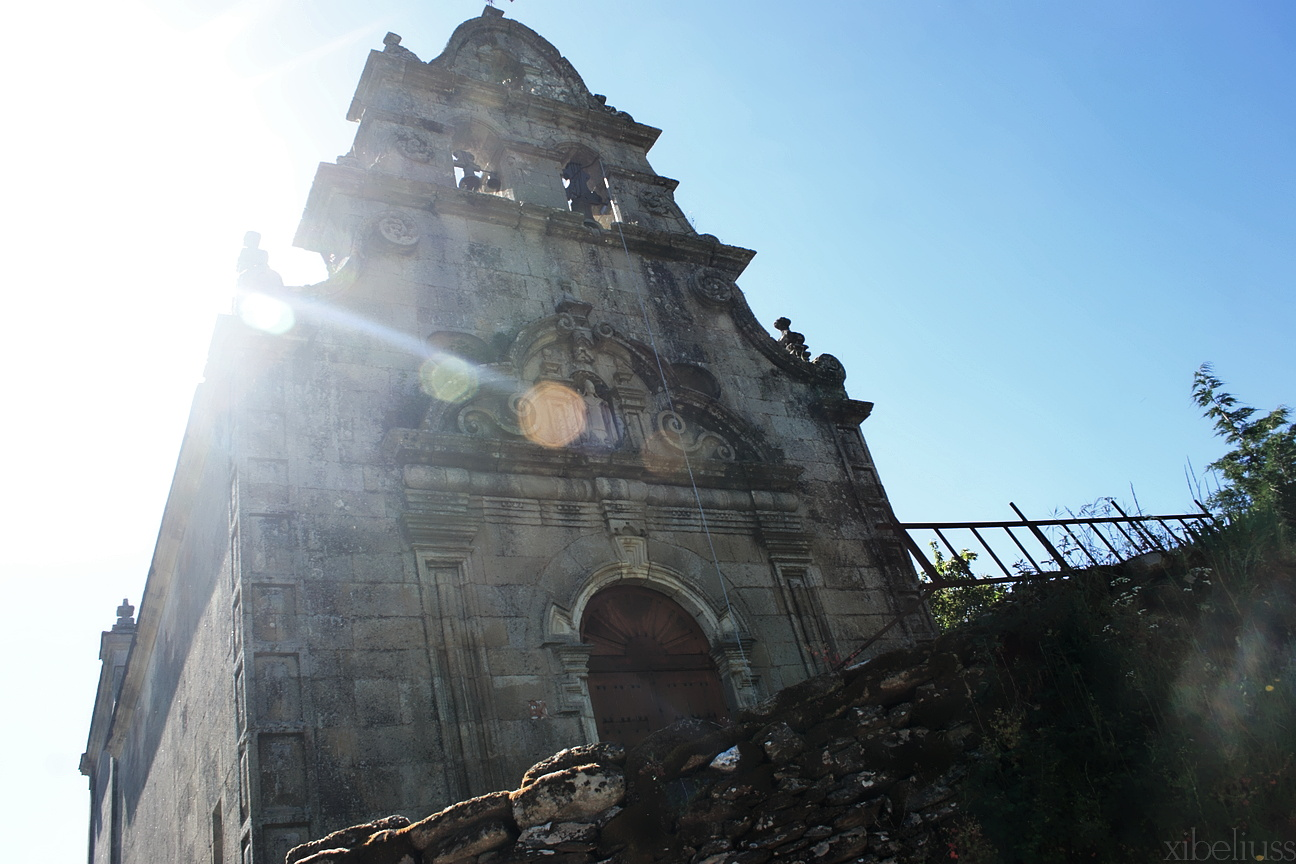
Iglesia de San Ciprián de Hermisende

Cuenta con una iglesia parroquial con un importante interés artístico. Del conjunto, llama especialmente la atención su pórtico. Bajo la espadaña se encuentra la puerta en arco, con orejeras y enmarcadas por pilastras rehundidas. En el interior, un retablo mayor neoclásico de columnas corintias, jaspeadas en verde y azul. En una hornacina se encuentra San Cripriano.